# João Alves Filho
João Alves Filho (Aracaju, Sergipe, 3 de julio de 1941-Brasília, Distrito Federal, 24 de noviembre de 2020) fue un ingeniero y político brasileño, afiliado al Partido del Frente Liberal. Fue gobernador del Estado de Sergipe por tres mandatos no consecutivos.

## Biografía
Inició su carrera política como gobernador de Aracaju de 1974 a 1977. Alcanzó la gobernadoría de Sergipe en 1982 superando por 77 000 votos al senador Gilvan Rocha del PMDB. Tras dejar el puesto de gobernador, en 1987 es nombrado Ministro de Interior por el presidente José Sarney. Fue nuevamente elegido gobernador en las elecciones de 1990, y abandonó el cargo dejando a Albano Franco como sucesor elegido por él mismo. Sin embargo, en unos años rompería su alianza con Albano, presentándose contra él en las elecciones de 1998. Albano derrotó a Alves por un 5% de diferencia de votos. En el 2002 se presentó de nuevo, venciendo al senador José Eduardo Dutra del PT. Cuatro años después intentó renovar el cargo, pero fue derrotado por Marcelo Déda.

## Fallecimiento
Falleció el 24 de noviembre de 2020 a los 79 años, luego de ser ingresado en el Hospital Sirio Libanés en Brasília, por un paro cardíaco y, posteriormente, diagnosticado con COVID-19.